# Böbrach (Bernried)
Böbrach ist ein Gemeindeteil der Gemeinde Bernried im niederbayerischen Landkreis Deggendorf.
Das Dorf Böbrach liegt dreieinhalb Kilometer südlich des Hirschensteingipfels (1095 m) im Tal des Böbracher Bachs auf etwa 475 m ü. NHN.